# Київський економічний інститут менеджменту
Київський економічний інститут менеджменту (Екомен) — недержавний вищий навчальний заклад. 

## Історія
«Київський економічний інститут менеджменту» (ЕКОМЕН)  функціонує з 1992 року як приватний начальний заклад.
За перші десять років існування Інститут досяг високого рівня матеріально- технічного, кадрового та науково-методичного забезпечення навчального процесу. У 2002 році Інститут було акредитовано за статусом вищого навчального закладу третього (ІІІ) освітнього рівнів.
У 2004 році у Київському економічному Інституті Менеджменту вібулися фундаментальні зміни, що були викликані потребою у новому нестандартному підході до концепції надання освітніх послуг, покращенні умов діяльності Інституту та посиленні сфери міжнародного співробітництва.Інститут був перереєстрований як вищий навчальний заклад четвертого (IV) рівня акредитації.  
Інститут є членом Асоціації навчальних закладів України приватної форми власності, Міжнародної кадрової академії, Київської Торгово-промислової палати та Торгово- промислової палати України.
У 2014 році розпочинається запуск низки освітніх міжнародних програм, таких як: MBA та Executive MBA, курси іноземних мов, якими користується багато провідних компаній світу для вивчення іноземних мов, розпочинається програма дистанційного навчання та проводяться рідкриті семінари та конференції. 
Розширюється спектр спеціалізацій, які будуть представлені вперше на українському освітному ринку.

## Структура інституту
З 2007 року, згідно з новою класифікацією, інститут готує фахівців за такими галузями знань:
- менеджмент і адміністрування;
- економіка та підприємництво;
- соціально-політичні науки;

та напрямами підготовки бакалаврів:
- менеджмент (спеціалізації: менеджмент комерційних організацій; менеджмент зовнішньоекономічної діяльності; менеджмент готельного та ресторанного бізнесу; менеджмент туристичної діяльності);
- фінанси і кредит (спеціалізації: фінанси, кредит (банківська справа));
- маркетинг (спеціалізації: маркетинг споживчого ринку, маркетинговий менеджмент, рекламний менеджмент);
- економічна кібернетика (інформаційні технології);
- соціологія (соціальне забезпечення).

Форми навчання: денна, заочна, вечірня, дистанційна
Інститут має 6 факультетів:
- економічний;
- менеджменту;
- вечірній;
- заочний;
- перепідготовки;
- довузівської підготовки.

У складі інституту діють також :
- економіко-управлінський коледж;
- навчально-науково-виробничі комплекси.

При інституті функціонує Школа Бізнесу, яка створена при інституті. Школа Бізнесу починає впроваджувати нові сучасні освітні програми: Бізнес Адміністрування, Банківський менеджмент та Менеджмент безпеки.

## Міжнародна діяльність
Інститут є членом Асоціації навчальних закладів України недержавної форми власності, Міжнародної кадрової академії, Київської Торгово-промислової палати і Торгово-промислової палати України.
Екомен виступає Генеральним партнером в Україні Глобальної освітньої системи «MBA», що дозволяє його випускникам отримувати дипломи та сертифікати вищих навчальних закладів країн Західної Європи.